# Notepad2
Notepad2 là một  trình chỉnh sửa text nguồn mở cho Microsoft Windows, phát hành dưới giấy phép phần mềm BSD. Phần mềm được viết bởi Florian Balmer sử dụng thành phần chỉnh sửa Scintilla, và được phát hành rộng rãi bắt đầu vào tháng 4 năm 2004. Balmer xây dựng Notepad2 theo Microsoft Notepad: nhỏ, nhanh, sử dụng được.
Chức năng tô sáng cú pháp cho các ngôn ngữ máy tính sau: ASP, Assembly, C, C++, C#, CGI, CSS, HTML, Java, JavaScript, NSIS, Pascal, Perl, PHP, Python, SQL, VB, VBScript, XHTML và XML. Chức năng đó cũng có hiệu lực trong các định dạng tệp: BAT, DIFF, INF, INI, REG và các tệp cấu hình (.properties).
Notepad2 còn có một vài chức năng khác:
- Tự động thụt dòng
- Đếm số ngoặc
- Chuyển mã giữa ASCII, UTF-8 và UTF-16
- Lặp lại /lùi lại công đoạn nhiều lần
- Chuyển đổi Newline, giữa các định dạng DOS (CR/LF), Unix (LF) và Mac (CR)

## Dẫn chứng
1. ↑  Notepad2 Readme File